# مقاطعة ستون (أركنساس)
مقاطعة ستون (بالإنجليزية: Stone County)‏ هي إحدى مقاطعات ولاية أركنساس في الولايات المتحدة الأمريكية.